# Tornos abjectarius
Tornos abjectarius là một loài bướm đêm trong họ Geometridae.